# Ledomyia acerina
Ledomyia acerina är en tvåvingeart som först beskrevs av Giraud 1863.  Ledomyia acerina ingår i släktet Ledomyia och familjen gallmyggor. Inga underarter finns listade i Catalogue of Life.